# بطولة الأمم الخمس 1971
بطولة الأمم الخمسة 1971 (بالإنجليزية: 1971 Five Nations Championship)‏ هو الموسم 77 من  بطولة الأمم الخمسة. كان عدد الأندية المشاركة فيه  5، وفاز فيه منتخب ويلز الوطني لاتحاد الرغبي.